# The Orange Man Theory
The Orange Man Theory ist eine italienische Band aus Rom. Die Band wurde 2003 gegründet und spielt eine Mischung aus Hardcore und Noiserock mit Einflüssen aus dem Grindcore.

## Bandgeschichte
Gegründet wurde die Gruppe 2003 in Rom von Sänger Gianni Serusi und Schlagzeuger Andrea „Merendina“ Cruciani als Spaßprojekt, wenig später stieß Gabriele „Gabbo“ Giaccari als Gitarrist hinzu. Der Bandname The Orange Man Theory (dt.: Die Theorie des gelben Männchens) spielt auf die italienischen Fußgängerampeln an. Neben dem grünen und dem roten Signal ist auch auf dem gelben Signal ein Männchen abgebildet. Dies leuchtet vor dem Umschalten auf Rot, sodass man sich bewusst sein müsse, dass man auf eigene Gefahr hin losläuft. Dies sei vergleichbar mit der Bandgründung gewesen, sie sei auf eigene Gefahr hin erfolgt, um die Musik zu spielen, welche die Gründer mögen. Die Bandmitglieder sind von verschiedenen Musikrichtungen beeinflusst, die Stile reichen von Jazz bis Grindcore. Gefördert wurde die Band von Steve Austin (Today Is the Day), der sie bei seinem Label Supernova Records unter Vertrag nahm und 2007 das Debütalbum Riding A Cannibal Horse From Here To… veröffentlichte. Zwar nahm die Band 2008 das zweite Album Satan Told Me I’m Right ebenfalls für Austins Label auf, eine Veröffentlichung erfolgte jedoch wegen finanzieller Probleme des Labels nicht. Das italienische Independent-Label Subsound Records bot der Gruppe einen Vertrag für Europa an und veröffentlichte 2009 das zweite Album. Es folgte eine Tournee durch Europa im Vorprogramm mit 16 sowie Auftritte als Support von Lock Up. Im April 2010 erschien eine Split-Single mit Lucky Funeral, 2011 ging die Band mit Jucifer auf Tour. Im Jahr 2012 begannen die Arbeiten am dritten Studioalbum. Während der Aufnahmen verließ Gründungsmitglied Gianni Serusi die Band und wurde durch Giorgioni ersetzt. Im Mai 2013 erschien das Album Giants, Demons And Flocks of Sheep beim italienischen Label Subsound Records.

## Diskografie
- 2007: Riding A Cannibal Horse From Here To… (Supernova Records)
- 2009: Satan Told Me I’m Right (Subsound Records)
- 2010: Split w/ Lucky Funeral (CTS Productions)
- 2013: Giants, Demons And Flocks of Sheep (Subsound Records)